# 砂子塘站
砂子塘站位于中华人民共和国湖南省长沙市雨花区砂子塘路、韶山中路与黄土岭交叉口地下，是长沙地铁4号线的地铁车站，于2019年5月26日开通。

## 车站结构
本站沿黄土岭路东西向布置，是地下岛式车站。